# Feliciano Trinidad Barbosa
Feliciano Trinidad Barbosa fue un político y legislador argentino. Sabiendo de una invasión inminente a la ciudad de San Luis, el gobernador Justo Daract decidió entregar el mando de la provincia y Feliciano T. Barbosa fue el único funcionario que aceptó asumirlo, con lo que fue gobernador interino desde el 25 al 27 de enero de 1867.
A finales de 1866 estalló en la ciudad de Mendoza la Revolución de los Colorados, formada por antiguos miembros del Partido Federal, que en muy poco tiempo logró controlar las provincias de Mendoza y San Juan. Desde allí, el ejército federal marchó contra la provincia de San Luis.
En 1867 Barbosa era Presidente de la Legislatura de San Luis, y al producirse el levantamiento de Cuyo es designado Gobernador Interino, puesto desde el cual enfrentó y trató frenar la invasión de manera pacífica. Comunicó a los revolucionarios del cambio de gobierno de San Luis, aunque decidieron igualmente tomar la ciudad puntana. El ejército revolucionario en manos de Francisco Álvarez y Felipe Saá invaden la ciudad de San Luis sin resistencia (tercera ocupación militar de la ciudad de San Luis). Tomaron prisionero al anterior gobernador, Justo Daract, y a su hermano, el senador nacional Mauricio Daract. 
Francisco Álvarez depone al gobernador y asume como gobernador de facto. Realiza una asamblea junto con algunos vecinos para nombrar gobernador a Felipe Saá. En esa misma asamblea también fue partícipe Feliciano T. Barbosa.